# Capilla de San Pedro de los Mareantes
La capilla de San Pedro de los Mareantes se encuentra en el barrio  La Jarana, en el puerto de San Sebastián (Guipúzcoa, España). Fue inaugurada el 27 de junio de 1896.

### Historia
La capilla fue construida por el comerciante José Loidi y su esposa María Josefa Zulaica, quienes adquirieron el solar con la intención de erigir un templo que también funcionase como capilla mortuoria familiar. 
En 1912, la Sociedad Oceanográfica de Guipúzcoa instaló en su interior la Escuela de Pesca de San Sebastián, la primera de estas características en España.
En 1943, la familia Loidi vendió el edificio a José Mari Villanueva y Juan Zabaleta que lo cedieron al obispado de Vitoria en 1945.

### Arquitectura
El edificio fue diseñado por el arquitecto Sebastián Camio, dentro de un estilo ecléctico con influencia neogótica. La capilla está construida en piedra de sillería caliza, con ventanas estrechas que refuerzan su estética vertical. En la parte superior del templo se sitúa un cuerpo de campanas, coronado por un reloj, flanqueado a ambos lados por pináculos.
El interior presenta una distribución inspirada en el estilo vasco-francés, con galerías en forma de U destinadas a las mujeres, mientras que la planta baja estaba reservada para los hombres.

### Patrimonio artístico
En el altar principal, donde reposan los restos de los fundadores, se encuentra una escultura de la Piedad, obra del escultor Isidoro Uribesalgo, realizada en 1905.